# Ghiyath al-Din Tughluq
Ghiyath al-Din Tughluq, död 1325, var regerande sultan av Delhi mellan 1320 och 1325.